# 霍尔马克卡片
贺曼卡片（英語：Hallmark Cards）是一家私有的美國公司，總部位于密蘇裏州堪薩斯城麥吉街2501。公司于1910年由Joyce Hall創建，它是美國最大的賀卡制造商。1985年，贺曼卡片被授予美國國家藝術獎章。
1906年，Joyce Hall在美國内布拉斯加州诺福克自己的店裏擔任推銷員。在1903年明信片熱潮推動下，Joyce Hall決定從事明信片批發，他搬到更大的市場堪薩斯城。
贺曼卡片總裁兼首席執行官爲小唐納德·霍爾，北美業務部總裁爲戴維·E·霍爾，2014收入爲38億美元，共有16000名員工。